# Victor Priou
Pour les articles homonymes, voir Priou.
Victor Priou, né le 1er octobre 1908 à Quelaines et mort à Château-Gontier le 1er janvier 2000, est un homme politique français. Il est député de la Mayenne de 1951 à 1958.

## Biographie
Fils et petit-fils d'agriculteurs, il devient après son certificat d’études, agriculteur dans la ferme familiale, profession qu’il exerce jusqu'à la seconde guerre mondiale. Il est mobilisé en 1939, et participe à la campagne de France. Durant l’occupation, il dirige le réseau de résistance des « Trois clefs ». Elu conseiller municipal de Peuton en 1945, il devient maire de la commune deux ans plus tard. Il est successivement réélu en 1953, 1959, 1965, 1971, 1977 et 1983. En 1989, il est élu premier adjoint. Il accumule également les responsabilités agricoles et rurales.
Il adhère au RPF en mai 1947 et est élu aux élections cantonales du canton de Cossé-le-Vivien de 1949 à 1973. Il est élu député en 1951. En 1952, il quitte le groupe RPF avec plusieurs de ses collègues pour constituer le groupe des Indépendants d’action républicaine et sociale. Il est réélu en 1956 et siège au groupe des Indépendants et paysans d’action sociale.
Candidat indépendant et paysan, il perd son siège en 1958.

## Sources
- Ressource relative à la vie publique :   - Base Sycomore
- « Victor Priou », La Documentation française, Dictionnaire des parlementaires français (1940-1958), 1988-2005 [détail des éditions] (lire en ligne)